# صدای زیر
صدای زیر (انگلیسی: Treble voice)، صدایی است که بالاترین بخش از پارتِ آواز را تشکیل می‌دهد. «صدای زیر» در صورتی که بخش جداگانهٔ دیگری وجود نداشته باشد، بالاترین بخش از ارتفاع صدا است و در غیر این صورت دومین بخش محسوب می‌شود.

## تعریف
امروزه اصطلاح «صدای زیر» معمولاً و بیشتر به موسیقی کرال و خوانندگان جوان اشاره دارد. «انجمن رهبران گروه کر آمریکا» صدای زیر را به‌عنوان خوانندگان مرد یا زن از سن هشت تا شانزده سالگی تعریف می‌کنند.
در حالی که اصطلاح «صدای زیر» از نظر جنسیتی «خنثی» معنا شده است، اما در بریتانیا به‌طور گسترده‌ای به جای واژهٔ سوپرانو پسر استفاده می‌شود. کاربرد این واژه توسط آهنگسازان موسیقی کرال و چندصدایی در دوران اصلاحات انگلستان و پیش از آن بسیار مورد استفاده قرار گرفت. در این دوران موسیقی‌های استفاده‌شده برای کلیسا اغلب در پنج پارت برای صدای زیر، سوپرانو، آلتو، تنور و باس نوشته می‌شد و بیشتر در آثار توماس تالیس و معاصرانش مشاهده می‌شود.
اصطلاح «صدای زیر» در موسیقی دورهٔ باروک متفاوت از امروز استفاده می‌شد؛ این اصطلاح در اپراها، کانتات‌ها آثار کُرال و دیگر آهنگ‌ها برای اشاره به سه نوع مختلف از خوانندگان مانند: زنان بزرگسال، سوپرانوهای پسر و کاستراتی به کار می‌رفت. همچنین این عنوان هنوز هم توسط آهنگسازان امروزی هنگامی که به نقشِ یک خوانندهٔ کودک نیاز دارند، استفاده می‌شود.

## یادداشت
1. ↑  American Choral Directors Association

## یادکرد
1. ↑  Heather Williams Potter (2005). Perspectives on the American Children's Choir: Comparing the Ideas of Jean Ashworth Bartle, Helen Kemp, Henry Leck, and Doreen Rao. University of North Carolina at Greensboro Press. p. 20.
2. ↑  Dennis Shrock (2009). Choral Repertoire. Oxford University Press. p. 771.
3. ↑  Peter Le Huray (1967). Music and the Reformation in England 1549-1660. CUP Archive. pp. 121–122. ISBN 9780521219587.
4. ↑  "Cross-Sexual Casting in Baroque Opera". The Opera Quarterly. 5: 49. 1987.